# Leichtathletik-Weltmeisterschaften 1987/Diskuswurf der Frauen

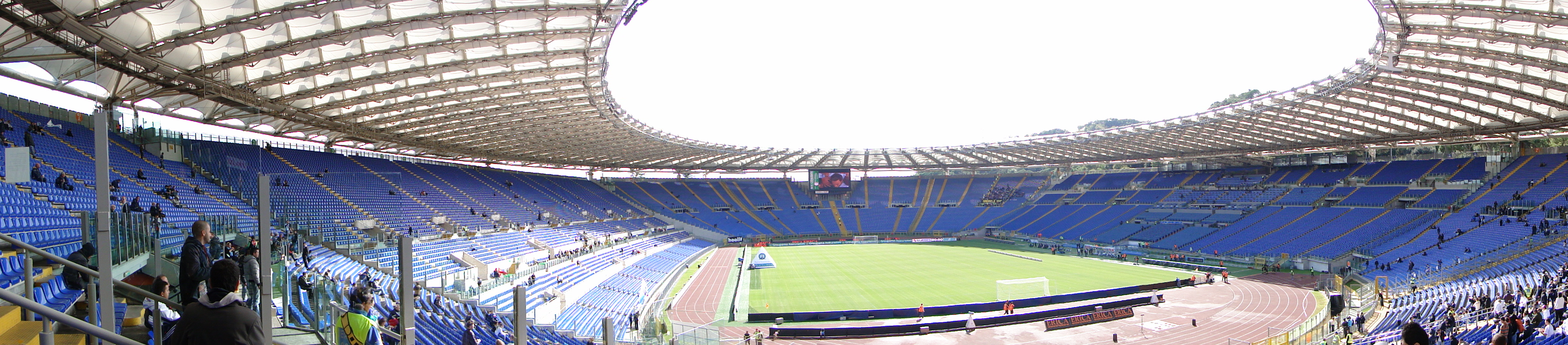
Das Olympiastadion in Rom

Der Diskuswurf der Frauen bei den Leichtathletik-Weltmeisterschaften 1987 wurde am 30. und 31. August 1987 im Olympiastadion der italienischen Hauptstadt Rom ausgetragen.
In diesem Wettbewerb errangen die Werferinnen aus der DDR einen Doppelsieg. Weltmeisterin wurde die EM-Dritte von 1986 Martina Hellmann, die als Martina Opitz auch 1983 Weltmeisterin war. Sie gewann vor der amtierenden Europameisterin Diana Gansky, frühere Diana Sachse. Bronze ging an die bulgarische Europameisterin von 1982 Zwetanka Christowa.

## Rekorde

### Bestehende Rekorde
| Weltrekord               | 74,56 m | Zdeňka Šilhavá | Nitra, Tschechoslowakei (heute Slowakei) | 26. August 1984 |
| Weltmeisterschaftsrekord | 68,94 m | Martina Opitz  | WM 1983 in Helsinki, Finnland            | 10. August 1983 |

### Rekordverbesserung
Weltmeisterin Martina Hellmann aus der DDR verbesserte ihren eigenen WM-Rekord im Finale am 31. August zweimal:
- 71,08 m – 1. Versuch
- 71,62 m – 4. Versuch

## Qualifikation
30. August 1987
23 Teilnehmerinnen traten in zwei Gruppen zur Qualifikationsrunde an. Die Qualifikationsweite für den direkten Finaleinzug betrug 62,50 m. Sieben Athletinnen übertrafen diese Marke (hellblau unterlegt). Das Finalfeld wurde mit den fünf nächstplatzierten Sportlerinnen auf zwölf Werferinnen aufgefüllt (hellgrün unterlegt). So mussten schließlich 58,88 m für die Finalteilnahme erbracht werden.

### Gruppe A
| Platz | Name                   | Nation              | Resultat (m) |
| 1     | Diana Gansky           | DDR                 | 63,64        |
| 2     | Swetla Mitkowa         | Bulgarien           | 62,80        |
| 3     | Laryssa Mychaltschenko | Sowjetunion         | 62,54        |
| 4     | Maritza Martén         | Kuba                | 60,40        |
| 5     | Connie Price           | USA                 | 59,90        |
| 6     | Mariana Lengyel        | Rumänien            | 59,72        |
| 7     | Anne Kansakangas       | Finnland            | 57,10        |
| 8     | Yu Hourun              | Volksrepublik China | 56,70        |
| 9     | Nebila Mouelhi         | Tunesien            | 45,94        |
| 10    | Hanan Ahmed Khaled     | Ägypten             | 42,64        |
| 11    | Dorie Cortejo          | Philippinen         | 40,98        |
| 12    | Morgyn Warner          | Simbabwe            | 38,56        |

### Gruppe B
| Platz | Name                  | Nation              | Resultat (m) |
| 1     | Ilke Wyludda          | DDR                 | 68,40        |
| 2     | Zwetanka Christowa    | Bulgarien           | 66,86        |
| 3     | Martina Hellmann      | DDR                 | 66,80        |
| 4     | Zdeňka Šilhavá        | Tschechoslowakei    | 64,64        |
| 5     | Larissa Korotkewitsch | Sowjetunion         | 60,48        |
| 6     | Renata Katewicz       | Polen               | 58,88        |
| 7     | Carol Cady            | USA                 | 58,50        |
| 8     | Hou Xuemei            | Volksrepublik China | 58,26        |
| 9     | Anetta Korina         | Sowjetunion         | 57,76        |
| 10    | María Isabel Urrutia  | Kolumbien           | 53,94        |
| 11    | Maria Marello         | Italien             | 52,74        |

## Hinweis
Das Zeichen x zeigt einen ungültigen Versuch an.

## Finale
31. August 1987
| Platz | Name                   | Nation           | Resultat (m) | 1. Versuch (m)                                  | 2. Versuch (m)                                  | 3. Versuch (m)                                  | 4. Versuch (m)                              | 5. Versuch (m)                              | 6. Versuch (m)                              |
| 1     | Martina Hellmann       | DDR              | 71,62 CR     | 71,08 CR                                        | 68,90                                           | 69,66                                           | 71,62 CR                                    | x                                           | 67,86                                       |
| 2     | Diana Gansky           | DDR              | 70,12        | 66,64                                           | 67,50                                           | 70,12                                           | 68,78                                       | 65,42                                       | x                                           |
| 3     | Zwetanka Christowa     | Bulgarien        | 68,82        | 63,72                                           | 66,10                                           | 65,38                                           | 63,36                                       | 68,82                                       | 68,80                                       |
| 4     | Ilke Wyludda           | DDR              | 68,20        | 68,20                                           | 62,10                                           | 62,06                                           | 67,64                                       | 67,06                                       | 67,44                                       |
| 5     | Swetla Mitkowa         | Bulgarien        | 66,58        | 64,58                                           | 65,44                                           | 65,48                                           | 65,58                                       | x                                           | 66,58                                       |
| 6     | Zdeňka Šilhavá         | Tschechoslowakei | 64,82        | 64,34                                           | 64,82                                           | x                                               | 64,82                                       | 64,03                                       | 63,88                                       |
| 7     | Laryssa Mychaltschenko | Sowjetunion      | 64,72        | 64,18                                           | 64,72                                           | 69,72                                           | 63,66                                       | 60,68                                       | 63,54                                       |
| 8     | Mariana Lengyel        | Rumänien         | 62,30        | 62,30                                           | 59,28                                           | 59,54                                           | x                                           | 58,14                                       | 60,68                                       |
| 9     | Maritza Martén         | Kuba             | 62.00        | Einzelversuche in den Quellen nicht aufgelistet | Einzelversuche in den Quellen nicht aufgelistet | Einzelversuche in den Quellen nicht aufgelistet | nicht im Finale der besten acht Werferinnen | nicht im Finale der besten acht Werferinnen | nicht im Finale der besten acht Werferinnen |
| 10    | Larissa Korotkewitsch  | Sowjetunion      | 60,74        | Einzelversuche in den Quellen nicht aufgelistet | Einzelversuche in den Quellen nicht aufgelistet | Einzelversuche in den Quellen nicht aufgelistet | nicht im Finale der besten acht Werferinnen | nicht im Finale der besten acht Werferinnen | nicht im Finale der besten acht Werferinnen |
| 11    | Renata Katewicz        | Polen            | 58,22        | Einzelversuche in den Quellen nicht aufgelistet | Einzelversuche in den Quellen nicht aufgelistet | Einzelversuche in den Quellen nicht aufgelistet | nicht im Finale der besten acht Werferinnen | nicht im Finale der besten acht Werferinnen | nicht im Finale der besten acht Werferinnen |
| NM    | Connie Price           | USA              | ogV          | x                                               | x                                               | x                                               | nicht im Finale der besten acht Werferinnen | nicht im Finale der besten acht Werferinnen | nicht im Finale der besten acht Werferinnen |

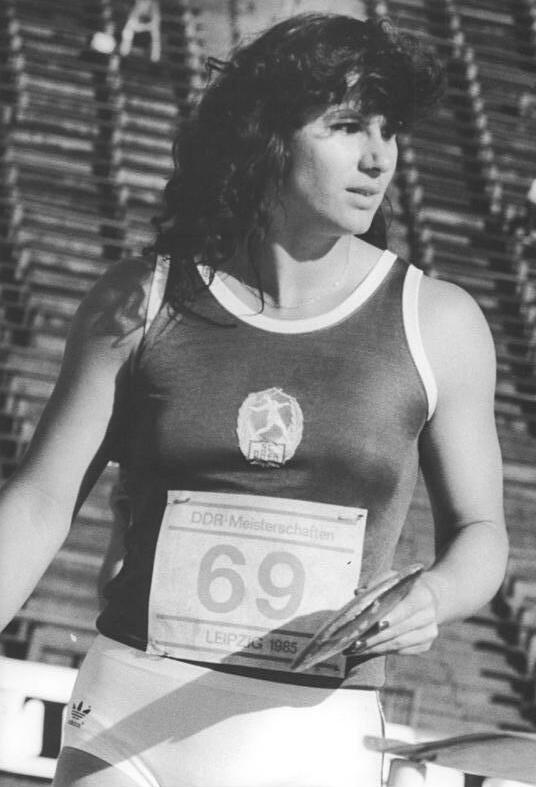
Erneut Weltmeisterin: Martina Hellmann, 1983 Titelträgerin als Martina Opitz und 1986 EM-Dritte
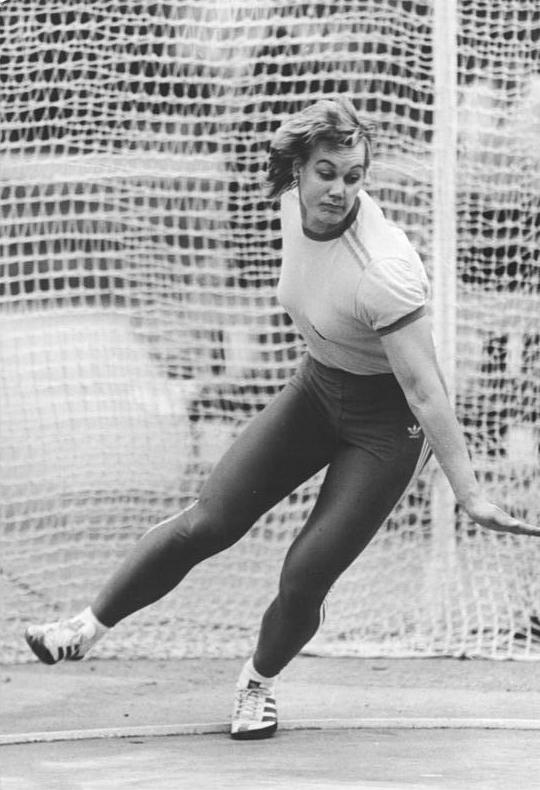
Vizeweltmeisterin wurde die amtierende Europameisterin Diana Gansky, frühere Diana Sachse
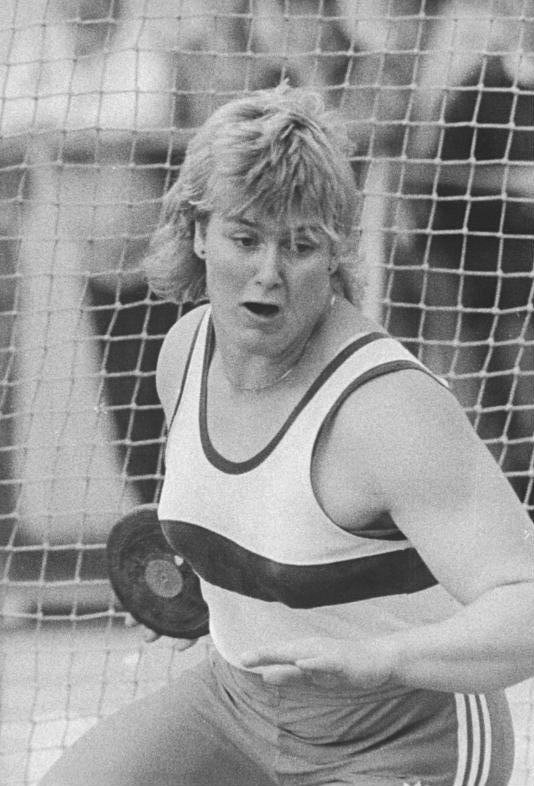
Ilke Wyludda, am Beginn einer großen Karriere, belegte Rang vier
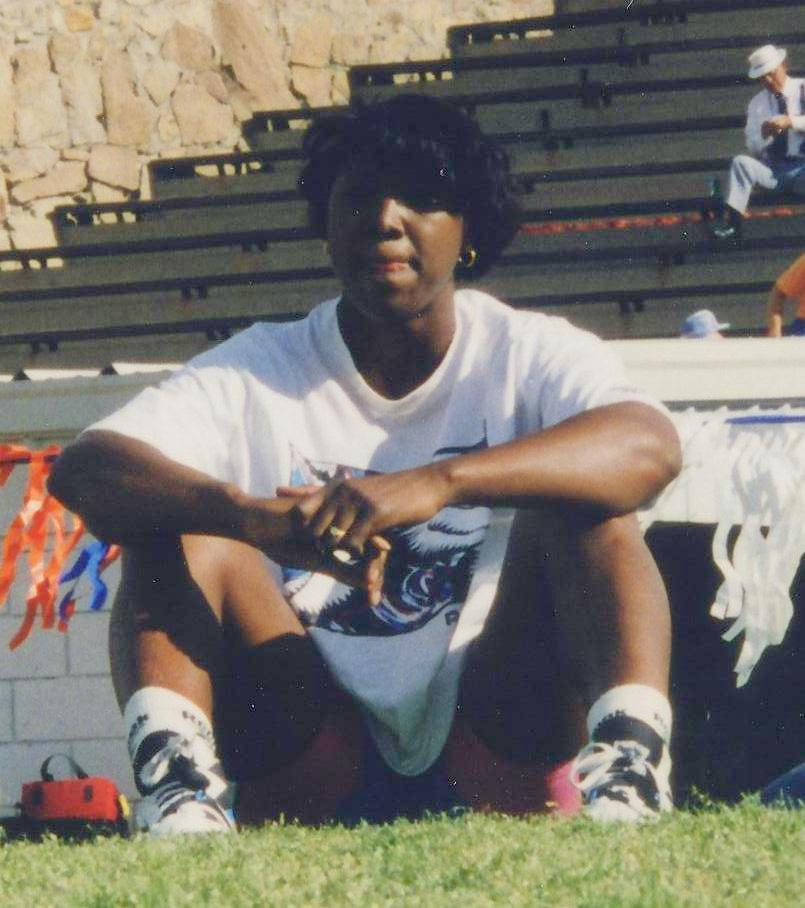
Connie Price, spätere Connie Price-Smith, gelang im Finale kein gültiger Versuch